# Porta Vagnu
Porta Vagnu è il primo album del cantautore italiano Ivan Segreto, pubblicato dall'etichetta discografica Epic/Sony Music nel 2004.

## Tracce
1. Porta Vagnu
2. Il mercato del broncio
3. Il banchetto dell'amore
4. Diamante
5. Inverosimile
6. Amour
7. Luna
8. Tre
9. Puzzle